# Megay Géza
Megay Géza (Miskolc, 1904. március 21. – Miskolc, 1963. december 8. muzeológus, restaurátor.

## Élete, munkássága
Apja – Megay Róbert – a legendás Megay-féle cukrászda tulajdonosa, anyja Miskolczy Margit volt, öt gyermekük közül a legfiatalabb Géza. A cukrászda 1944-ben, a második világháború során súlyosan megsérült, amikor a kivonuló németek felrobbantották a Szinva hídját, később le is bontották. Elemi és fémipari szakközépiskolai tanulmányait Miskolcon végezte, és már gyerekkorától vonzotta a múzeum.
1921-ben, tizenhét éves korában jelentkezett Leszih Andor múzeumigazgatónál, és ettől kezdve kilenc évig díjtalan gyakornokként dolgozott a Borsod-Miskolczi Múzeumban. Leszih pártfogásába vette a fiatalembert, és bevezette a muzeológia szakágaiba. Részt vett a múzeum külső és belső munkáiban, ásatásokon, néprajzi gyűjtéseken, kiállításrendezésben és más rendezvényeken. 1926-től folyamatosan kitanulta a restaurátori, preparátori szakmát, és ezt a tevékenységét folyamatosan ellátta. 1930-ban végre díjazást szavazott meg számára a Múzeumi Bizottság, és már 32 éves volt, amikor 1936-ban kinevezték múzeumi segédtisztté. 
1943-ban behívták katonának, és 1944 áprilisa és novembere között a Szovjetunió ukrajnai területén teljesített frontszolgálatot. Az év végén visszavezényelték Miskolcra, ahol kórházba került. December 3-án (ezen a napon vonultak be a szovjet csapatok Miskolcra) távozott a kórházból, majd pár nap múlva munkára jelentkezett a múzeumban. Röviddel ezután elvégezte a Közgyűjtemények Országos Felügyelősége által szervezett múzeumi szaktanfolyamot. 1950-ben tudományos kutató, muzeológus lett. Ekkoriban kezdhetett el publikálni, első szakcikke 48 éves korában jelent meg Archaeologiai Értesítőben, a szirmabesenyői hun-germán sírleletekről.
Leszih Andor nyugdíjba vonulása után Vargha László volt rövid ideig (1951–1952) a múzeum vezetője, és az ő távozása utáni átmeneti időre, 1953 szeptemberéig Megay Gézát bízták meg az intézmény vezetésével (őt Komáromy József váltotta). Ezután a múzeum történeti gyűjteményének kezelésével, feldolgozásával és gyarapításával foglalkozott, és feladata volt a restaurálás, 
a konzerválás és a preparálás is. Évenként mintegy 40–50 napot töltött a környéken tárgy és dokumentációs anyaggyűjtéssel. Minthogy a fotózás ifjúkora óta érdekelte, önképzéssel az 1950–1960-as években eljutott a profi szintig. A fényképezés akkoriban még nem volt általános a múzeumokban. Hatalmas fényképanyaggal látta el nemcsak a miskolci (a múzeum negatívtára több száz felvételét őrzi) és a debreceni múzeumot, de a Magyar Nemzeti Múzeumnak is készített régészeti, a Néprajzi Múzeumnak viselettörténeti anyagot, valamint segítette a hejőkeresztúri és a tokaji múzeumot is.
Igyekezett megismertetni az ifjúsággal a múzeumi munkát, megszervezte körükben a „Szendrey János helyismereti szakkör”-t, és aktívan részt vettek a múzeumi tárgyak gondozásában, rendezésében. Publikációin kívül sok előadást is tartott régészeti, néprajzi, paleontológiai, várostörténeti, iparművészeti, művelődéstörténeti témákban.
1961-ben Munka Érdemrenddel tüntették ki. Egészsége folyamatosan romlott, 1963-ban hunyt el, a mindszenti római katolikus temetőben nyugszik.

## Főbb művei
- Hun–germán sírleletek a Borsod megyei Szirmabesenyőről. Archaeologiai Értesítő, 1952
- Az öreg csizmadia búcsúja szerszámaitól. Kohó 2. 1954
- Lillafüred barlangjainak ősrégészeti jelentősége. In Lillafüred barlangjai, Idegenforgalmi Hivatal, 1955
- Az Ároktő-dongóhalmi honfoglaláskori magyar temető. A miskolci Herman Ottó Múzeum Közleményei 3, 1956. június
- A Miskolc-repülőtéri honfoglaláskori magyar temető. A miskolci Herman Ottó Múzeum Közleményei 4, 1956. december
- Herman Ottó relikviák a miskolci múzeumban. Borsodi Szemle 4. 1960
- A miskolci órásipar története. Borsodi Szemle 4. 1960
- Honfoglaláskori temető Miskolc északkeleti határán. Archaeologiai Értesítő, 1961
- A Mezőzombor-bálványdombi honfoglaláskori temető. A Herman Ottó Múzeum Évkönyve 3. 1963
- A miskolci órásipar története II. Borsodi Szemle. 7. 1963